# Nina Abramova
Nina Abramova (1949) es una deportista soviética que compitió en remo.
Ganó dos medallas de plata en el Campeonato Mundial de Remo, en los años 1974 y 1977, y seis medallas de oro en el Campeonato Europeo de Remo entre los años 1968 y 1973.

## Palmarés internacional
| Campeonato Mundial | Campeonato Mundial       | Campeonato Mundial | Campeonato Mundial |
| Año                | Lugar                    | Medalla            | Prueba             |
| ------------------ | ------------------------ | ------------------ | ------------------ |
| 1974               | Lucerna (Suiza)          | Medalla de plata   | Ocho con timonel   |
| 1977               | Ámsterdam (Países Bajos) | Medalla de plata   | Cuatro con timonel |
| Campeonato Europeo |                          |                    |                    |
| Año                | Lugar                    | Medalla            | Prueba             |
| 1968               | Berlín Oriental (RDA)    | Medalla de oro     | Cuatro con timonel |
| 1969               | Klagenfurt (Austria)     | Medalla de oro     | Cuatro con timonel |
| 1970               | Tata (Hungría)           | Medalla de oro     | Cuatro con timonel |
| 1971               | Copenhague (Dinamarca)   | Medalla de oro     | Ocho con timonel   |
| 1972               | Brandeburgo (RDA)        | Medalla de oro     | Cuatro con timonel |
| 1973               | Moscú (URSS)             | Medalla de oro     | Ocho con timonel   |